# Герб Черногории
Герб Черногории — один из официальных символов Черногории наряду с флагом и гимном. Он принят Скупщиной Черногории 12 июля 2004 года. Новый герб заменил символ времён 1990-х годов, на котором был изображён серебряный двуглавый орёл (вместо нынешнего золотого). Герб занимает центральное место на государственном флаге, который также был принят в 2004 году.

## История

### Герб Черногорской монархии в его историческом развитии
Герб изображает двуглавого орла в полёте, который повторяет эмблему династии Петровичей (первая королевская династия Черногории) и династический герб правящей династии Византии Палеологов. Герб символизирует единство и взаимосвязь Церкви и Государства. Подобный мотив также использовался властителями княжества Зета — династией Черноевичей. Внешний вид также связан с гербом Российской империи, с которой черногорская королевская семья поддерживала тесные связи.
Леопардовый лев с поднятой правой лапой символизирует власть епископа, а также является одной из аллегорий Воскресения, и самого Христа Вседержителя. Этот символ происходит от герба Венеции, которая оказала серьёзное влияние на развитие региона в Средние века.
Когда Черногория снова обрела независимость, она в 1516 г. сделалась теократическим государством, где высшая церковная и светская власть переходила от дяди к племяннику из рода Петровичей-Негошей. Что было обусловлено консолидацией черногорцев-христиан против иноверцев-турок. По этой причине руководящая роль Церкви была отражена в геральдике того времени. Орёл и лев, соседствующие на гербе, символизировали единство и неразрывную взаимосвязь государственной и церковной власти.
После установления Данило I Петровичем светской княжеской власти в 1852 году, леопардовый лев был перемещён ниже орла, хотя инициалы правителя по-прежнему располагались на щите с леопардовым львом.
28 августа 1910 года, в юбилейный год 50-летия своего правления, князь Никола I Петрович провозгласил княжество Черногория королевством, и стал его первым королём. Герб страны снова был видоизменен: орел из золотого превратился в серебряного; щиток, на котором изображался лев, стал полностью красным, а княжескую корону сменила королевская. Кроме того, герб стали изображать под пурпурной горностаевой королевской мантией.
В 1917 году, согласно Декларации Корфу, было объявлено о слиянии Черногории с Сербией. 26 ноября 1918 года Черногория официально вошла в состав Королевства Сербов, Хорватов и Словенцев. Этот государственно-правовой акт был односторонним и означал свержение Черногорской монархии. Усилия черногорских дипломатов на Версальской конференции остались тщетными, международно-правовой суверенитет страны был надолго утрачен. Герб Черногории перестал быть эмблемой суверенной державы.
Герб королевской Черногории был официально возрождён в 1941 году — в условиях итальянской оккупации — и запрещён в 1944-м победившими титовцами.

### Герб социалистической Черногории
Герб был принят 31 декабря 1946 года вместе с флагом. Предполагается, что его автором являлся Джордже Андреевич-Кун, которому приписывается авторство вообще всех гербов югославских республик..
На гербе изображена гора Ловчен, на вершине которой расположен мавзолей Петра Петровича Негоша, гора окружена морем. Вся композиция обрамляется золотым венком и увенчана красной звездой.

### Современный герб
На современном гербе леопардовый лев помещён на щите, который в свою очередь располагается на груди орла. Поскольку в данный момент Черногория является республикой, корона династии Петровичей, что венчает орла, вызвала некоторые разногласия в обществе во время принятия герба. Тем не менее, герб приобрёл популярность среди населения и сейчас его можно видеть в школах, офисах и жилищах простых черногорцев.

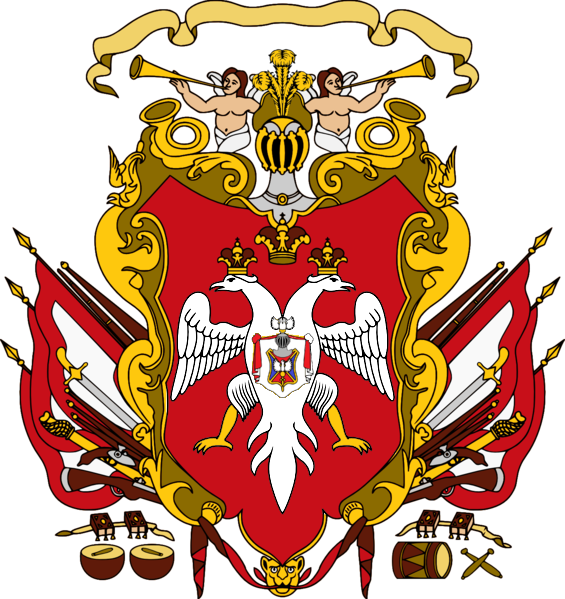
Герб Княжества-епископства Черногория
Герб Княжества Черногория (1852—1910)
Герб Королевства Черногория (1910—1918, 1941—1944)
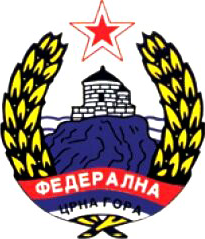
Герб Федерального государства Черногория (1944—1946)
Герб Социалистической Республики Черногория (1963—1974)
Герб Народной Республики Черногория (1946—1963) и Социалистической Республики Черногория (1974—1994)
Герб Республики Черногория (1994—2004)